# Zylinder (Hut)
Der Zylinder, oft auch Zylinderhut, ist ein hoher, steifer, meist schwarzer Herrenhut mit zylindrischem Kopf und fester Krempe. Er wird aus Filz, Seide oder Seidenplüsch, selten auch aus Stroh hergestellt.

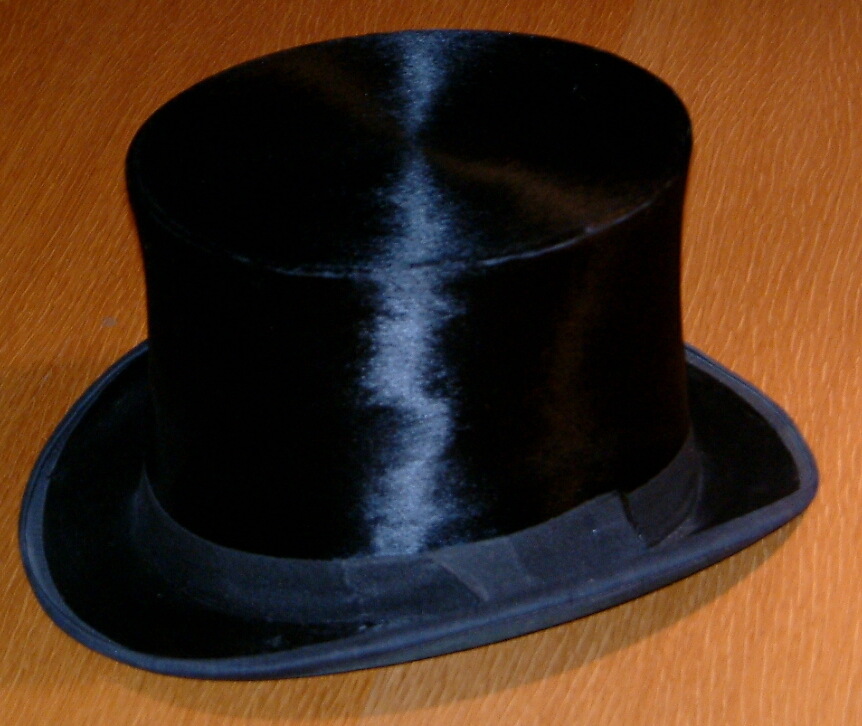
Klassischer Glanzzylinder

## Formen
Der klassische harte Glanzzylinder ist mit langflorigem Samt bezogen, dessen flach liegende Härchen durch Lichtreflexe glänzen (Felbel). Die Seiten des Zylinders sind nach innen gewölbt (konkav).
In den USA erlangte zeitweise eine besondere Variante des Zylinders Popularität, der Ofenrohrhut. Im Gegensatz zum normalen Zylinder hat er senkrechte Seiten.
In den USA erlangte ebenfalls der Halbzylinder in der zweiten Hälfte des 19. Jahrhunderts unter der Präsidentschaft Abraham Lincolns große Popularität. Der Halbzylinder ist gegenüber dem Zylinder verkürzt und meistens braun oder grau.
Der Klappzylinder oder Chapeau Claque ist mit einer Mechanik versehen, die die „Röhre“ einfaltbar macht, so dass der Hut zusammengefaltet nur so hoch wie die Krempe ist.

## Geschichte

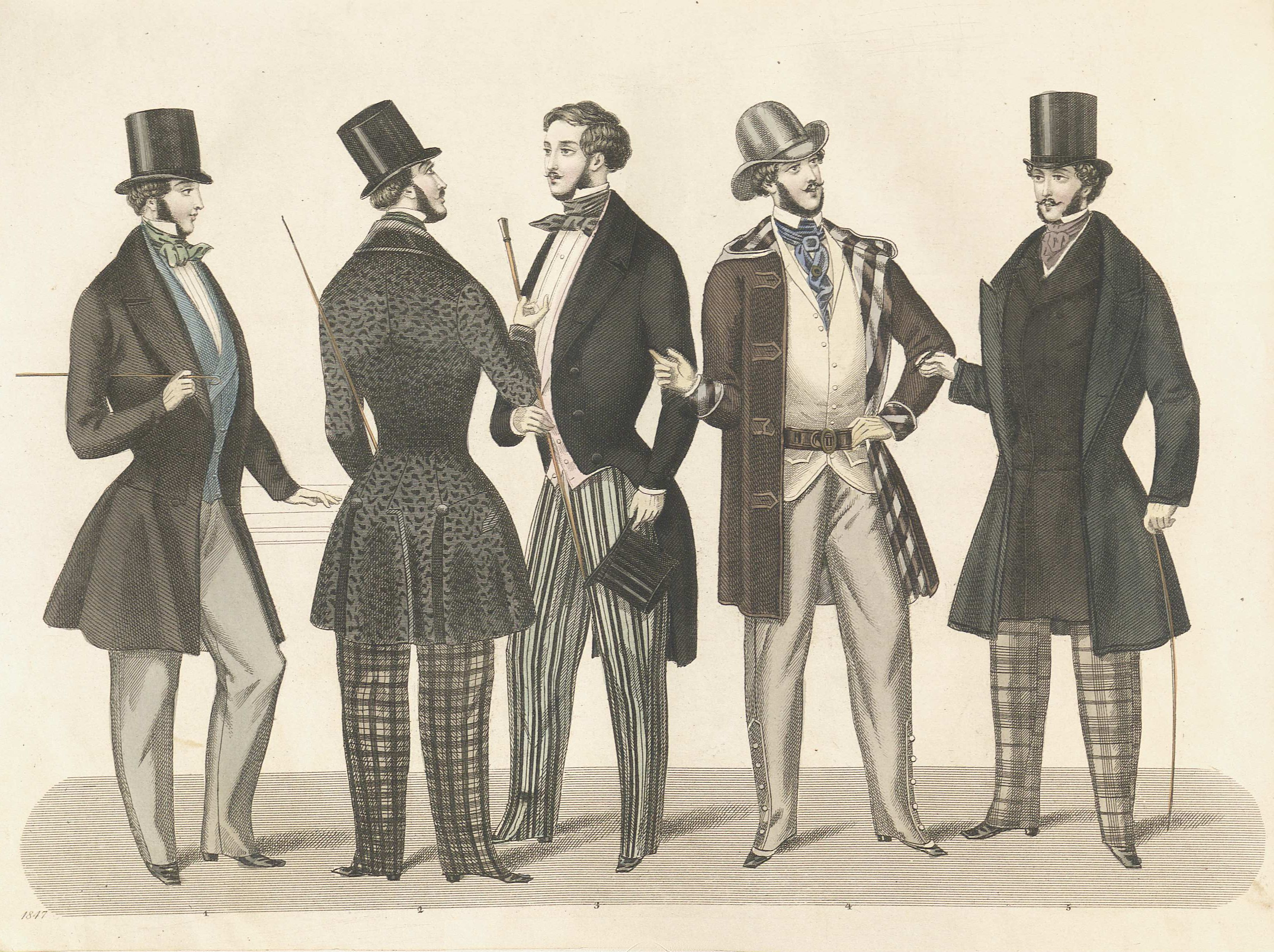
Zylinder von 1847

Der heute als Zylinder bezeichnete Hut entwickelte sich entweder aus einem um 1780 getragenen hohen Hut aus Wollfilz oder aus dem so genannten Biberhut (Kastorhut) des englischen Landedelmannes. Dieser galt bis 1850 als unelegant und wurde von den höheren Ständen allenfalls als Reithut getragen.
Im Januar 1797 soll erstmals ein Seidenzylinder von dem englischen Hutmacher John Hetherington öffentlich getragen, wofür er angeblich wegen Erregung öffentlichen Ärgernisses bestraft wurde. Allerdings ist die einzige bekannte Quelle hierfür ein Zeitungsartikel von 1899. Da Zylinderhüte in England bereits seit den 1780er Jahren bekannt waren, ist es unwahrscheinlich, dass es zu einem Aufruhr kam, nur weil der Hut aus einem anderen Material gefertigt war als gewohnt.
Im Verlauf der 1790er Jahre verbreitete sich der Zylinderhut in Europa. Zunächst wurde er eher von jungen Stutzern übernommen, weil der „runde Hut“, wie er – in Unterscheidung zum dreieckigen Hut – zunächst genannt wurde, noch als informell und unelegant galt. In größeren gesellschaftlichen Kreisen wurde der Zylinderhut erst in den 1820ern anerkannt, als er zum Hut des Bürgers avancierte, sogar zum Symbol des Bürgertums schlechthin: So weigerte sich Adolph Menzel 1898 bei der Verleihung des preußischen Adlerordens – umgeben vom uniformierten Hochadel – aus Bürgerstolz, seinen Zylinder abzunehmen.
Seit den Napoleonischen Kriegen war der Tschako, eine Variante des Zylinders, als militärische Kopfbedeckung weit verbreitet.
Zur selben Zeit wurde der Zylinderhut Bestandteil bestimmter Berufstrachten, zum Beispiel der Schornsteinfeger und Kutscher.
Nach 1830 kam der Chapeau Claque auf; in dieser Zeit wurde der Zylinder auch zum Reithut der Frau. In der zweiten Hälfte des 19. Jahrhunderts galt diese Kopfbedeckung vor allem als eleganter Abendhut in schwarzer glänzender Seide und mit farbigem, meist rotem Futter. Der graue Zylinder war ein Tageshut für festliche Anlässe.

## Heutige Verwendung

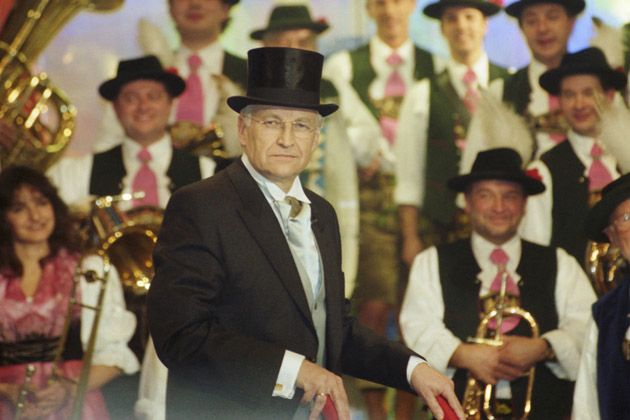
Zylinderträger Edmund Stoiber, 2000 in Aachen

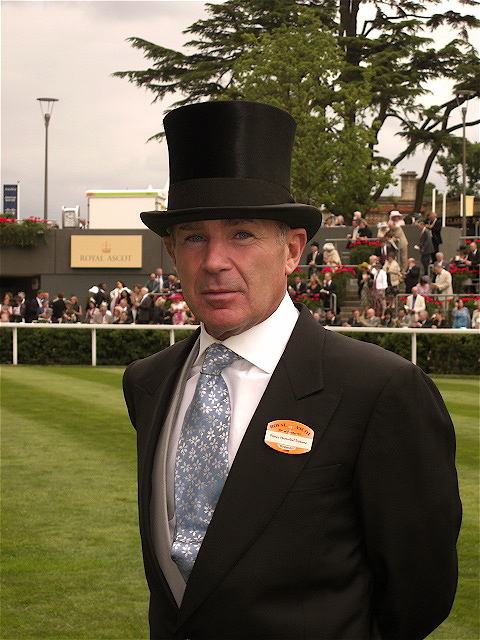
Royal Ascot Sieger Hannibal Reitano, 2008

Der Zylinder wird heute nur zu besonders festlichen Anlässen getragen, und auch dann nur zu einem förmlichen Cutaway oder Frack.
Beim Dressurreiten in den höheren Klassen (etwa ab Klasse M) hatte der Zylinder bis zum Durchsetzen der Helmpflicht auf allen Turnieren im Jahr 2021 noch Bedeutung als Zeichen für Traditionsbewusstsein und einen gewissen Stand in der Gemeinschaft. Allgemein konnte zum Reitrock (Jackett) ein Zylinder oder ein Bowler getragen werden, zum Frack in den hohen Klassen wurde immer ein Zylinder getragen.
Der Zylinderhut ist heute zum Symbol für Zauberkünstler geworden, wovon auch die Redewendung „wie ein Kaninchen aus dem Zylinderhut“ (wenn jemand überraschend neue Argumente oder Ideen vorträgt) zeugt.
Als Symbol des freien Menschen findet sich der „Hohe Hut“ noch heute als Bestandteil der freimaurerischen Kleidung in Tempelarbeiten wieder.

## Unicode
Der Unicode-Block
Verschiedene piktografische Symbole
enthält das Zeichen Zylinderhut (TOP HAT, 🎩).